# Heilig-Geist-Kirche (Calbe)
Die Heilig-Geist-Kirche in Calbe (Saale) ist seit 1948 die Kirche der Neuapostolischen Gemeinde Calbe. Sie steht nahe der Ecke Schlossstraße/Grabenstraße. Ursprünglich war sie ein Gotteshaus für Handelsreisende („Nicolai-Kirche“), die längste Zeit diente sie als Hospitalkirche („Heilig-Geist-Kirche“).

## Kirche „Sancti Nicolai“
Im Ratsprotokoll der Stadt Calbe und im Kirchenbuch der St.-Stephani-Kirche wurde 1673 und 1683 die Heilig-Geist-Kirche als Nicolai-Kirche bezeichnet. Das war sicherlich der älteste Name der Kirche, der neben der Bezeichnung als Heiliggeistkirche über die Jahrhunderte hinweg noch im Gebrauch war. Das Patrozinium des Heiligen Nicolaus weist auf ein hohes Alter hin und lässt sich auch aus der Lage der Kirche erklären. Wenige Meter entfernt befanden sich das nördliche Stadttor, später „Schlosstor“ genannt, eine sehr alte Nord-Süd-Handelsstraße und die viel befahrene Saale. Der Heilige Nikolaus von Myra war vorrangig der Schutzpatron der Schiffer und Kaufleute, weshalb man auch heute noch in vielen alten Handelsorten an ähnlich exponierter Stelle wie in Calbe Nicolaikirchen findet. Die niedrige, geradezu geduckte Bauweise des Kirchengebäudes weist ebenfalls auf eine frühe Entstehungszeit hin.

## Kirche „Sancti Spiritus“ (Heilig-Geist-Kirche) (Hospitalkirche)

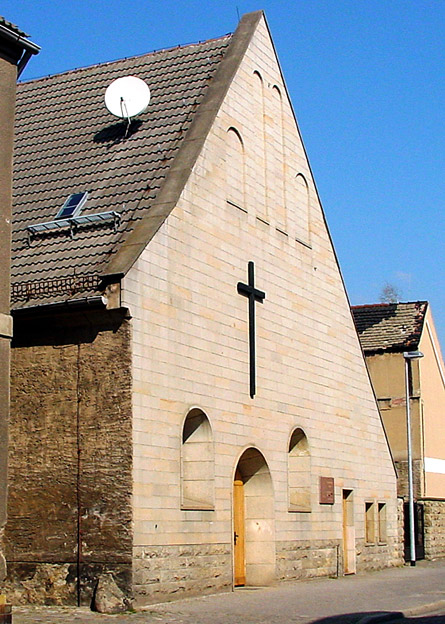
Neuapostolische Kirche Calbe, einst: St.-Nicolai-Kirche und Heilig-Geist-Kirche

Als im 12. Jahrhundert ein neues Marktzentrum in Calbe unter Erzbischof Wichmann von Seeburg eingerichtet wurde, verlagerte sich der wirtschaftliche Schwerpunkt vom (später so genannten) Altmarktviertel mit seiner Nicolaikirche zum Neuen Markt und zur dort gelegenen St.-Stephani-Kirche. Anfang des 13. Jahrhunderts hatte Papst Innozenz III. mit der Gründung des Musterhospitals „San Spirito“ in Rom (1204) und anderer Heiliggeistkirchen eine Bewegung zur Errichtung von Heilig-Geist-Hospitälern initiiert.
Das rasche Bevölkerungswachstum, besonders in den Städten, aufsteigende Armut und Kriminalität, verbunden mit einem „Bettlerunwesen“, verstärktes Aufkommen von Epidemien und Pandemien („Schwarzer Tod“) sowie immer wieder aufflammende soziale Unruhen, die mit häretischen Bewegungen einhergingen, hatten es notwendig gemacht, ein „soziales Netz“ von Hospitälern aufzubauen, die meist dem Heiligen Geist als Sinnbild der Versöhnung und des Heils geweiht waren. In dieser Zeit muss auch die St.-Nicolai-Kirche Calbe in eine St.-Spiritus-Kirche umgewandelt worden sein.
Erstmals erwähnt wurde die calbische Heilig-Geist-Kirche in einer Vertrags-Urkunde vom 10. April 1305, mit der ein Testament des Calber Bürgers Magister Hermann in Kraft gesetzt wurde. Hermann hatte dem Stiftskloster „Gottes Gnade“ nach seinem Ableben einen Zins überschrieben unter der Bedingung, dass ein Stiftsherr den Gottesdienst in der „Ecclesia Sancti Spiritus“ übernahm.
Nach der Säkularisation des Stiftes „Gottes Gnade“ 1563 mussten Dorfpfarrer wie u. a. der „Pestpfarrer“ Cyriakus Müller die Seelsorge in der Heilig-Geist-Kirche und im Hospital übernehmen. Er hielt für die Armen und Kranken in den Stiftshäusern und dem großen Hospitalhof Betstunden, predigte in der Heilig-Geist-Kirche und reichte das Abendmahl.
In dieser Spital-Kirche der Armen und Elenden soll, wie es in einer verloren gegangenen Bibel-Randbemerkung hieß, auch August Hermann Francke im Oktober 1702 gepredigt haben, was durchaus zu seinem starken sozialen Engagement passte.
Der Altarschrein „Hl. Anna selbdritt“ von 1464, den ein Calbenser vor der Bilderstürmerei in der St.-Stephani-Kirche gerettet hatte, kam im 16. Jahrhundert in die Heilig-Geist-Kirche, 1878 in den Betsaal des neuen Hospitals, 1953 ins Kreismuseum Schönebeck (Elbe) und 1980 wieder in die Stephanskirche Calbe zurück.

## Hospitalanlage (Stiftshäuser) zum „Heiligen Geist“

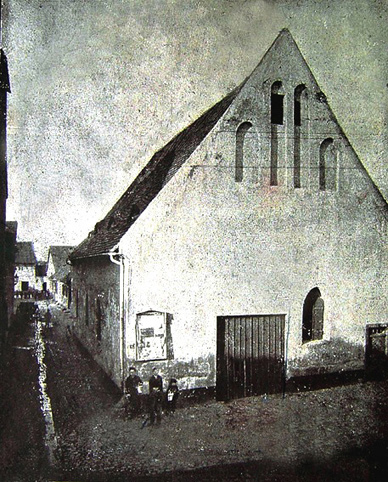
Heilig-Geist-Kirche Calbe um 1900

Rings um die Heilig-Geist-Kirche waren die kleinen Häuser und Hütten des Heilig-Geist-Hospitals errichtet worden. Versorgt wurden darin Kranke, alte Stadtbewohner, die in Armut geraten waren (städtische „Hausarme“ im Unterschied zu den vagabundierenden „Bettelarmen“) oder die keine Angehörige hatten und bei Gebrechlichkeit nach Entrichtung eines Geldbetrages dort bis an ihr Lebensende mehr oder weniger „betreut“ wohnen konnten. Außerdem fanden hier die vielen Pilger auf ihren beschwerlichen Wegen eine geschützte Bleibe.
Den Problemen der Alten- und Krankenbetreuung sowie der Sterbebegleitung und Totenobhut widmeten sich im Heilig-Geist-Hospital ebenso wie in Schönebeck (Elbe) die Beginen, die aber seit dem 14. Jahrhundert verfolgt und vertrieben wurden.
Eines der wichtigsten Anliegen des Hospitals war, die Ausbreitung von ansteckenden Krankheiten zu verhindern. Deshalb wurden von den Armenstiftungen auch zwei öffentliche Badestuben betrieben. Eine Isolierstation gehörte ebenfalls zur Ausstattung der Hospitalanlage, in bescheidenen Anfängen seit dem Mittelalter als „Siechenhaus“.
Die Hospital-Häuschen wurden nach dem Stadtbrand von 1683 hinter der Kirche wieder aufgebaut. Erst in der Zeit der Einigung Deutschlands durch Bismarck war der Zustand der Kranken- und Altenbetreuung in dem jahrhundertealten Hospitalkomplex für eine Kreishauptstadt untragbar geworden. In der Brumbyer Straße (heute: Hospitalstraße) entstanden 1868 ein modernes Krankenhaus und 1878 ein Alten-Hospital. Nun wurden die letzten Hospital-Hütten hinter der Heilig-Geist-Kirche abgerissen.

## Stiftungen des Heiligen Geistes, der Heiligen Anna und des Heiligen Georg (Armen- und „Elenden“stiftungen)
Die Gelder für diese Sozialeinrichtung stammten von Calber Bürgern, die um ihr Seelenheil bedacht waren. Wohltätigkeit und milde Spenden gehörten im Mittelalter zu den Hauptaufgaben der Menschen. Das Kapital floss in Calbe in die Elenden- bzw. Armenstiftungen, die in der St.-Stephani-Kirche eigene Nebenaltäre besaßen. (Einer davon war der gerettete Annen-Schrein.) 1878 wurden daraus und aus der Vielzahl von oft auch persönlichen Stiftungen reicher Adliger und Bürger die „Vereinigten Stiftungen“ gegründet.

## Die Kirche als Notbehelf und Lager
Nachdem auch der Altarschrein in den Betsaal des neuen Hospitals (s. oben) überführt worden war, wurde die alte Nicolai- und Heilig-Geist-Kirche für vielerlei Zwecke genutzt, um sie vor dem Abriss zu bewahren.
Sie diente u. a. als
- Feuerwehr-Geräteschuppen,
- Lager der Schlossdomäne und der Stadt,
- Wohnung und
- Garage.

## Kirche der Neuapostolischen Gemeinde Calbe
1948 konnte die Neuapostolische Kirche vom Land Sachsen-Anhalt und der Stadt Calbe das Gebäude der Heilig-Geist-Kirche erwerben und in den folgenden Jahren innen und außen renovieren sowie teilweise umgestalten. Heute findet in der sicherlich 1000 Jahre alten Kirche ein reges Gemeindeleben statt.